# Nicolai Zimmer
Nicolai Zimmer (* 25. Januar 1810 in Kirketerp, Veggerby Sogn; † 31. Mai 1894 in Frederiksberg) war ein dänischer Kaufmann und kommissarischer Inspektor in Grönland.

## Leben
Nicolai Zimmer war das siebte von zehn Kindern des Pastors Conrad Zimmer (1769–1827) und seiner Frau Elisabeth Marie Nielsen (1774–1852). Die Familie Zimmer stammte ursprünglich aus Pforzheim und war Mitte des 17. Jahrhunderts nach Dänemark eingewandert. Der Maler Jørgen Sonne (1801–1890) war ein Cousin. Seine Mutter war die Tochter des Gestütsmeisters Nicolai Nielsen (1737–1798) und seiner Frau Frederikke Henriette Wagrien (1747–1811), die eine illegitime Tochter von Herzog Friedrich Karl von Schleswig-Holstein-Sonderburg-Plön war.
Nicolai Zimmer besuchte die Schule in Aalborg, die er 1829 abschloss. Anschließend studierte er Jura und legte am 29. Oktober 1834 das juristische Examen ab. Gemeinsam mit Steen Steensen Blicher gründete er ein „Jungen-Institut“, das er ab 1837 leitete. 1839 wurde er als Volontär im Sekretariat des Armenwesens angestellt.
1842 begab er sich in Dienste von Den Kongelige Grønlandske Handel und wurde als Handelsassistent in Ilulissat angestellt. 1843 wurde er als Walfängerassistent in Qeqertarsuaq angestellt und ein weiteres Jahr später wurde er in Aasiaat angestellt. 1845 löste er Hans Mossin Fleischer als kommissarischen Inspektor von Nordgrönland ab und übergab das Amt im Folgejahr an Christian Søren Marcus Olrik. Anschließend wurde er zum Kolonialverwalter in Aasiaat ernannt. Am 6. September 1846 heiratete er Karen Margrethe Maria Geisler (1824–1901), Tochter des dänischen Kolonialverwalters Johan Christian Geisler (1779–1836) und seiner grönländischen Frau Karen (1784–1862). In den folgenden Jahren vertrat er insgesamt fünfmal Olrik bei Beurlaubungen als Inspektor. Von 1856 bis 1858 war er selbst zwei Jahre lang beurlaubt. Erst am 27. Februar 1865 wurde er wegen schlechter werdender Augen pensioniert.
Nach seiner Rückkehr nach Dänemark kaufte er eine Villa in Frederiksberg. Er starb 1894 im Alter von 84 Jahren.